# Offboarding
Offboarding beschreibt den bewusst gestalteten Trennungsprozess beim Ausscheiden eines Mitarbeiters aus dem Unternehmen, für das er bislang im Rahmen eines Arbeits- oder Dienstverhältnisses tätig war. Das Gegenteil, den Prozess beim Eintreten eines Mitarbeiters in das Unternehmen, beschreibt Onboarding.

## Varianten
Inhaltlich wird zwischen zwei Arten des Offboarding unterschieden:
1. Offboarding (auch: „Exit Management“) als technischer Prozess durch das HR- und IT-Management im Unternehmen (Identity-Management)
2. Offboarding als sozio-emotionaler Prozess des Mitarbeiters, begleitet durch einen Coach

## Offboarding als technischer Prozess
Hier wird Offboarding als softwaregestützter Prozess im Personal- und Identity-Management verstanden, der die sichere Deaktivierung und Dokumentation der Zugangsberechtigungen ausgeschiedener Mitarbeiter sicherstellt und somit den Datenmissbrauch und -diebstahl verhindert.
Einige Mitarbeiterplattformen bieten darüber hinaus die Generierung von Leitfäden für das Austritts-Interview oder von „Laufzetteln“ an, mittels derer beispielsweise die Rückgabe von Firmeneigentum – wie mobilen PC- und Kommunikationsgeräten oder Firmenwagen – sichergestellt wird, und die Konsequenzen des Ausscheidens für die internen Prozesse systematisch abgearbeitet werden können (z. B. die Disposition von Mitarbeiterparkplätzen oder die Auslastung in der Kantine). Die Durchführung des Austritts-Interviews an sich ist bereits Teil des Prozesses von Offboarding der zweiten Variante:

## Offboarding als sozio-emotionaler Prozess
Offboarding nach der zweiten Definition wird im deutschsprachigen Raum vorrangig im Rahmen der Outplacement-Beratung praktiziert – hier als persönliche Begleitung des ausscheidenden Mitarbeiters durch einen externen Coach. Interne Personalverantwortliche scheuen dagegen häufig die aktive persönliche Begleitung des Mitarbeiters in der Austrittsphase – vor allem im Zusammenhang mit den vermeintlich negativen Konsequenzen und Stimmungen nach einer unternehmensseitigen Kündigung für den ausscheidenden Mitarbeiter. Oder der Prozess kommt aus Effizienzgründen zu kurz: Die aktive Betreuung neuer und bestehender Mitarbeiter erscheint wirtschaftlich plausibler als die Investition in ausscheidende Mitarbeiter. Anders als beim Onboarding, bei dem die hohen Kosten der Personalsuche und das Vermeiden einer misslungenen Integration neuer Mitarbeiter in das Unternehmen offensichtliche persönliche und wirtschaftliche Gründe bietet, diesen Prozess aktiv und erfolgreich zu gestalten, steht bei der Trennung von Mitarbeitern häufig die Erleichterung der direkten Vertragsparteien im Vordergrund, sich – möglicherweise nach langwierigen Verhandlungen – auf die (juristischen) Modalitäten der Vertragsbeendigung verständigt und diese vollzogen zu haben.
Eine positive Ausnahme, die insbesondere im Zuge betriebsbedingter Kündigungen verbreitet ist, stellt die Investition in einen ausscheidenden Mitarbeiter durch das Engagieren eines externen Outplacement-Beraters dar. Im Vergleich zur Outplacement-Beratung im engeren Sinne (übersetzt: Das „Unterbringen“ oder die „Vermittlung“ eines Mitarbeiters außerhalb des bisherigen Unternehmens), welche vorrangig auf die berufliche Orientierung und damit auf den vordergründig wichtige(re)n wirtschaftlichen Aspekt zur Sicherung des Lebensunterhalts in Form eines neuen Beschäftigungsverhältnisses abstellt und damit einen wesentlichen Beitrag zur lautlosen Trennung von Mitarbeitern (Unternehmensperspektive) und deren vordergründiger Bedürfnisbefriedigung leistet (Mitarbeiterperspektive), zielt das erweiterte Outplacement im Sinne des Offboarding insbesondere auf die emotionalen Folgen für den ausscheidenden und die verbleibenden Mitarbeiter durch die Wiedererlangung des „Selbst“-Bewusstseins des ausscheidenden Mitarbeiters. Und damit auf die Erweiterung seiner persönlichen Intelligenz und Identität.
Die Tatsache, dass die Trennung sowohl beim Ausscheidenden als auch bei den verbleibenden Mitarbeitern im Unternehmen eine emotionale Lücke hinterlässt – mit zum Teil erheblichen Folgen für die Arbeitszufriedenheit der Menschen und das Arbeitgeberimage –, wird häufig unterschätzt und zum Teil den Beteiligten erst bewusst, nachdem die Person das Unternehmen bereits verlassen hat. Zu sehr steht der technische Prozess der vermeintlich „sauberen“, „lautlosen“ und „sicheren“ Trennung im Vordergrund etablierter Prozesse im Personal- und IT-Management.
Besonders massiv sind diese Auswirkungen für die ausscheidende Person, wenn die Tätigkeit beim bisherigen Arbeitgeber einen existentiellen Stellenwert für ihre Identität besessen hat – das heißt, ein erheblicher Teil ihrer Lebenszeit, entweder über lange Jahre hinweg und/oder durch ein sehr intensives Engagement, zugunsten des bisherigen Unternehmens investiert worden ist (siehe auch Burn-out-Syndrom) und sich die Person in hohem Maße durch ihr berufliches Schaffen, ihre Erfolge und ihre beruflichen Kontakte definiert hat.
Das professionelle Offboarding durch entsprechend ausgebildete Personalverantwortliche oder einen externen Coach soll dem Mitarbeiter helfen, die Trennung als natürlichen Abschluss einer Lebensetappe zu „begreifen“ sowie die Erkenntnisse aus seinen Erlebnissen bewusst für den neuen Lebens- und Berufsabschnitt zu nutzen. So geht der Mitarbeiter orientiert „von Bord“, um sich – mit sicherem Boden unter den Füßen, nämlich im positiven Bewusstsein seiner persönlichen wie beruflichen Talente und Motive – zu neuen Zielen aufzumachen. Damit stellt Offboarding entweder den erweiterten Bestandteil einer Begleitung durch einen externen Outplacementberater und/oder Coach dar. Durch die erklärte Zielsetzung des Offboardings, die Selbstkompetenz des Mitarbeiters sowie dessen Handlungsfähigkeit zu stärken, kann der Prozess im Unterschied zum Outplacement im engeren Sinne sowohl von internen (Personal-)Verantwortlichen initiiert und durchgeführt werden als auch von externen Offboarding-Spezialisten.

## Interne und externe Durchführung
Für die interne Durchführung (unter der Voraussetzung einer professionellen Befähigung des internen Coaches) spricht das positive Signal gegenüber dem ausscheidenden Mitarbeiter sowie seinen verbleibenden Kollegen durch den offenen Umgang mit einer (unvermeidlichen) Trennung und den damit verbundenen positiven Effekten für die Mitarbeiterzufriedenheit, das Arbeitgeberimage und eine offene und ehrliche Unternehmenskultur. Zeitlich begrenzt wird die interne Durchführung durch den letzten Arbeitstag des ausscheidenden Mitarbeiters.
Für die Begleitung durch einen externen Coach spricht unter anderem, dass dieser eine neutralere Position einnimmt, die nicht von gemeinsamen Erfahrungen oder individuellen Rollen und Machtpositionen gefärbt ist. Vorteilhaft kann auch sein, dass der externe Coach seinen Klienten frei von den Zielsetzungen des (ehemaligen) Unternehmens und damit – zumindest im Bewusstsein des Klienten – offener und unbefangener begleiten kann. Die stärkere Ausrichtung auf die Zukunft, die der Coach als Externer verkörpert, kann ein weiteres Argument für diese Vorgehensweise sein. Zeitlich kann die externe Begleitung vor dem letzten Arbeitstag des ausscheidenden Mitarbeiters beginnen, muss jedoch im Unterschied zur internen Durchführung nicht an diesem enden.